# Nanomotor
Un nanomotor  es un dispositivo capaz de convertir energía en movimiento y fuerzas en el orden de los piconewtons.
Una rama de investigación se basa en la integración de motores moleculares encontrados en las células vivas en dispositivos artificiales, posiblemente creados mediante biología sintética. Por ejemplo, el motor de la kinesina consume ATP. Si tuviésemos moléculas de ATP encerradas en una estructura molecular sensible a la luz ultravioleta se podrían utilizar pulsos de luz para encender y apagar el motor.
Otra línea de investigación involucra NEMS Nano-Electro-Mechanical Systems que utilizan nanotubos de carbono.